# Virginia Slims of Central New York 1975
Il Virginia Slims of Central New York 1975 è stato un torneo di tennis giocato sulla terra rossa. È stata la 4ª edizione del torneo, che fa parte del Women's International Grand Prix 1975. Si è giocato a Harrison, New York negli USA dal 18 al 25 agosto 1975.

## Campionesse

### Singolare
Chris Evert ha battuto in finale  Virginia Wade con il punteggio di 6–0, 6–1

### Doppio
Chris Evert /  Martina Navrátilová hanno battuto in finale  Margaret Court /  Virginia Wade con il punteggio di 7–5 6–7 6–4